# السيدة جورج أنتوني وأبنائها

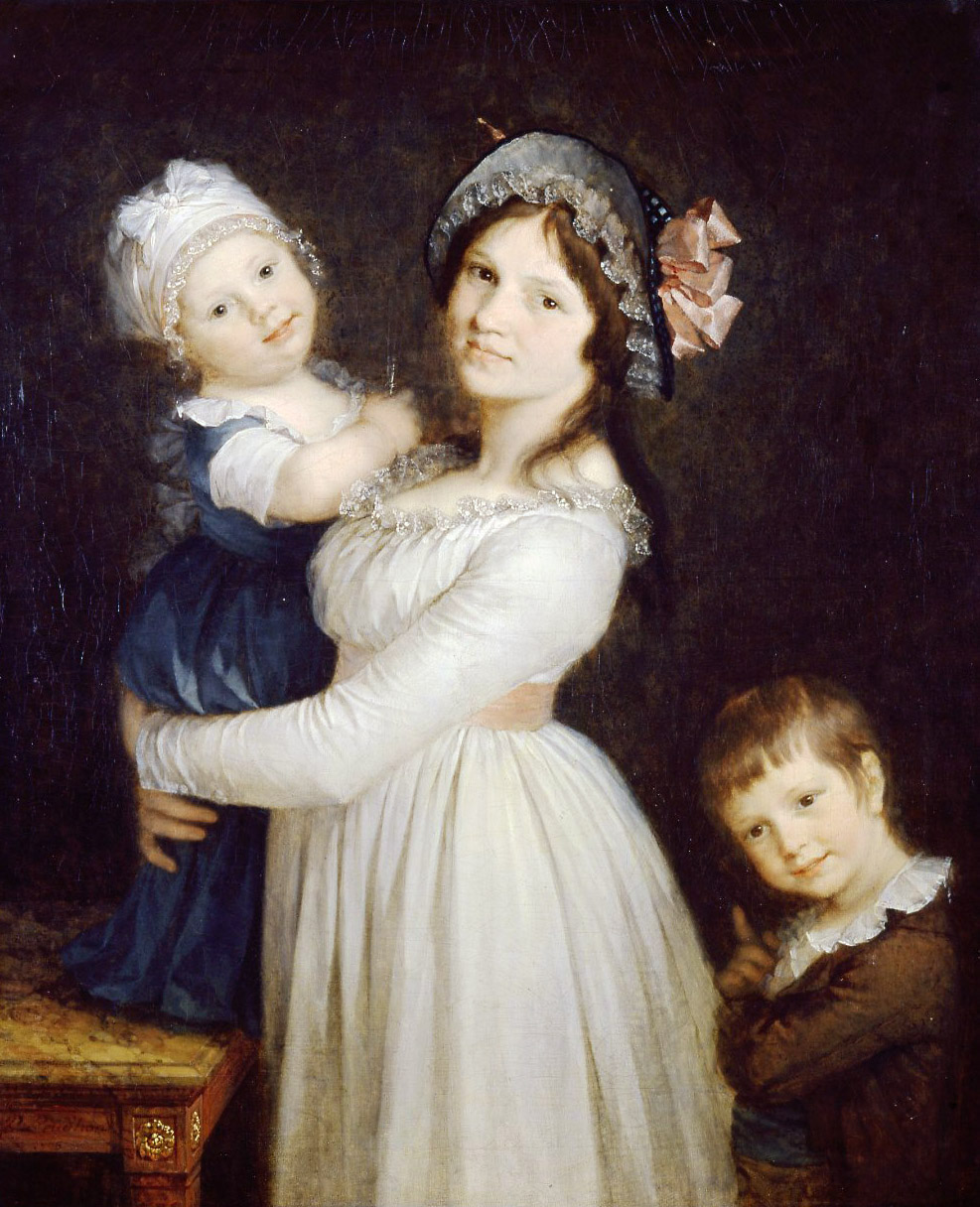

السيدة جورج أنتوني وأبنائها لوحة زيتية على قماش 1796 بقلم بيير بول برودون ، وهي الآن في متحف الفنون الجميلة في ليون والتي حصل عليها المتحف عام 1892.
ويعود سپب رسم هذه اللوحة هو أن برودن هرب من باريس بسبب رد الفعل الثيرمودوري بعد سقوط روبسبير. ولجأ إلى منزل عائلي وكشكر على كرم الضيافة ، رسم برودون هذا العمل.